# 黃鳳詔
黃鳳詔，湖北黄安人，清朝政治人物。举人出身。
嘉庆十五年，署任廣東廣州府永安縣知縣（現紫金縣知縣）。后由宋如楠接任。